# Петсон и Финдус. Маленький мучитель — большая дружба
«Пе́тсон и Фи́ндус. Ма́ленький мучи́тель — больша́я дру́жба» (нем. Pettersson und Findus - Kleiner Quälgeist, große Freundschaft; в английском прокате Pettson and Findus: A Little Nuisance, a Great Friendship) — немецкий художественный фильм для детей 2014 года, снятый кинорежиссёром Али Самади Ахади по рассказам шведского писателя Свена Нурдквиста. В основу сценария положены четыре рассказа о Петсоне и Финдусе: «История о том, как Финдус потерялся, когда был маленький», «Именинный пирог», «Охота на лис» и «Чужак в огороде». Фильм, снятый в смешанной технике игрового кино и трёхмерной анимации, стал первой частью кинотрилогии о приключениях героев.

## Сюжет
Старик Петсон (в русском дубляже использован немецкий вариант «Петерсон») живёт один в небольшом красном домике в деревне. Дел у него немало, тем более что Петсон любит изобретать какие-нибудь полезные механизмы для домашней работы, а ещё ему надо ухаживать за курами и огородом. Однако иногда Петсону бывает одиноко.
Однажды соседка Беда Андерссон дарит старику потерявшегося котёнка, найденного ею в лесу, куда она пошла за грибами. Петсон называет котёнка Финдус, потому что Беда принесла его в коробке из-под консерв зелёного горошка с таким названием. Вскоре оказывается, что Финдус умеет говорить, и со временем старик и котёнок становятся лучшими друзьями. Увидев на картинке с клоуна в широких зелёных штанах на лямке, Финдус просит Петсона сделать ему такие же. А узнав, что на день рождения принято печь именнинный торт, Финдус каждый день требует отмечать его день рождения и готовить его любимый торт из блинов с вареньем. Как-то раз, однако, приготовление торта оказывается под угрозой: мука закончилась, а чтобы поехать в магазин за новой пачкой, надо починить велосипед, при этом рядом с лестницей, которая нужна для того, чтобы достать с чердака инструменты, расположился огромный бык соседа Густавсона. Но при помощи храброго Финдуса, изображающего тореадора, Петсону удалось добыть лестницу, и торт был снова испечён.
Тем временем сосед Густавсон сообщает Петсону, что в окрестностях завелась лиса, которая ночью наверняка придёт украсть петсоновских кур. Петсон и Финдус мастерят искусственную курицу с наполненным перцем воздушным шариком внутри, а также расставляют на участке петарды. Пришедшую ночью лису они жалеют, потому что она оказывается маленькая и хромая, зато сосед Густавсон со своим псом Хаппо попадают прямо в эпицентр взрывов.
От Густавсона же Петсону достаётся крикливый петух, с которым не может поладить Финдус. Однажды Финдус, притворяясь, что действует от имени Петсона, запрещает петуху кричать больше минуты утром и минуты вечером, и оскорблённый петух исчезает. Он снова оказывается у Густавсона, который окончательно решает сварить из петуха суп. Но Финдус спасает петуха, называя его своим лучшим другом. Все соседи и звери собираются на участке Петсона и примиряются, радуясь своей дружбе.

## В ролях
- Ульрих Нётен — Петсон (Петерсон)
- Марианна Зёгебрехт — Беда Андерссон
- Макс Хербрехтер — Густавссон
- Роксана Самади — Финдус (голос)

## Награды
- 2014 — Премия за лучший детский фильм от Deutsche Film- und Medienbewertung (FBW)[6].
- 2014 — Премия детских СМИ «Белый слон» (Der Weisse Elefant): режиссёру Али Самади Ахади[6].
- 2014 — Премия за лучший детский фильм (Best Kids Film Award) на Фестивале мира и любви в Швеции[6].

## Продолжение
В ноябре 2016 года вышло продолжение фильма — «Петсон и Финдус. Лучшее на свете Рождество» (нем. Pettersson und Findus - Das schönste Weihnachten überhaupt), а в 2018 году третья части трилогии — «Петсон и Финдус. Финдус переезжает» (нем. Pettersson und Findus - Findus zieht um).